# طیف مرئی

نور دیدنی بخشی از گسترهٔ طیف الکترومغناطیسی است.

طیف دیدنی یا نور دیدنی (به انگلیسی: visible spectrum) نام بخشی از طیف الکترومغناطیسی است که چشم انسان توانایی تشخیص و دیدنش را دارد.
طول موج طیف دیدنی بین 400 تا 700 نانومتر است که سازگار با بسامد آن‌ها ۴۰۰ تا ۷۹۰ تراهرتز است.
حساسیت چشم انسان به طول موج‌های مختلف الکترومغناطیسی متفاوت است و چشم انسان به طول موج ۵۵۵ نانومتر بیشترین حساسیت را دارد. حساسیت چشم نسبت به این طول موج بسیار بالا است. به طوری که حساسیت چشم انسان در طول موج‌های کمتر یا بیشتر از ۵۵۵ نانومتر به ۵۰٪ حساسیت چشم در ۵۵۵ نانومتر کاهش پیدا می‌کند. و این به معنی است که هنگام رانندگی و در هوای بارانی شما با نور زرد دید بسیار بهتری خواهید داشت و نور زرد رنگ به شما کمک می‌کند تا تفکیک تصویر بهتری داشته باشید.
پرتوهای خورشیدی با طول موج‌هایی کمتر از ۰٫۲۹ میکرون توسط لایهٔ اوزون جذب می‌شود و تشعشعاتی که طول موجی بیشتر از ۱٫۴ میکرون دارند توسط بخار آب و کربن دی‌اکسید هوا جذب می‌شوند و به زمین نمی‌رسند. منحنی حساسیت چشم انسان به نور مرئی نشان‌دهندهٔ این است که چشم انسان با گذشت زمان با شرایط محیط تطبیق یافته‌است.
حساسیت چشم به شدت نور نیز بستگی دارد؛ به طوری که در شدت نور کم، منحنی حساسیت به اندازهٔ ۵۰ نانومتر به سمت فرابنفش جابجا می‌شود.
| sRGB rendering of the spectrum of visible light | sRGB rendering of the spectrum of visible light | sRGB rendering of the spectrum of visible light |
| ----------------------------------------------- | ----------------------------------------------- | ----------------------------------------------- |
| رنگ                                             | بسامد                                           | طول موج                                         |
| بنفش                                            | ۶۶۸–۷۸۹ تراهرتز                                 | ۳۸۰–۴۵۰ نانومتر                                 |
| آبی                                             | ۶۰۶–۶۶۸ تراهرتز                                 | ۴۵۰–۴۹۵ نانومتر                                 |
| سبز                                             | ۵۲۶–۶۰۶ تراهرتز                                 | ۴۹۵–۵۷۰ نانومتر                                 |
| زرد                                             | ۵۰۸–۵۲۶ تراهرتز                                 | ۵۷۰–۵۹۰ نانومتر                                 |
| نارنجی                                          | ۴۸۴–۵۰۸ تراهرتز                                 | ۵۹۰–۶۲۰ نانومتر                                 |
| سرخ                                             | ۴۰۰–۴۸۴ تراهرتز                                 | ۶۲۰–۷۵۰ نانومتر                                 |